# Biuro Pracy Stolicy Apostolskiej
Biuro Pracy Stolicy Apostolskiej – (łac. Officii Laboris apud Sedem Apostolicam, wł. Ufficio del Lavoro della Sede Apostolica – w skrócie ULSA) – jeden z urzędów kurii rzymskiej działającej przy Stolicy Apostolskiej. Biuro jest odpowiedzialne za sprawy pracy i zatrudnienia pracowników Stolicy Apostolskiej.
Od 2025 roku funkcję przewodniczącego pełni ks. Marco Sprizzi.

## Historia
Prefekturę utworzył Jan Paweł II w 1989 na mocy motu proprio Nel primo anniversario nadając mu statut ad experimentum. W 1994 na mocy motu proprio La sollecitudine zmodyfikował i zatwierdził definitywnie jego statut. W 2009 Benedykt XVI zatwierdził nowy statut Biura.

## Przewodniczący Biura
- Jan Pieter Schotte (1989-2005)
- Francesco Marchisano (2005-2009)
- Giorgio Corbellini (2009–2019)
- Alejandro W. Bunge (2020–2022)
- Giuseppe Sciacca (2022–2025)
- Marco Sprizzi (od 2025)